# Zamarada tosta
Zamarada tosta là một loài bướm đêm trong họ Geometridae.